# La Tribuna Popular

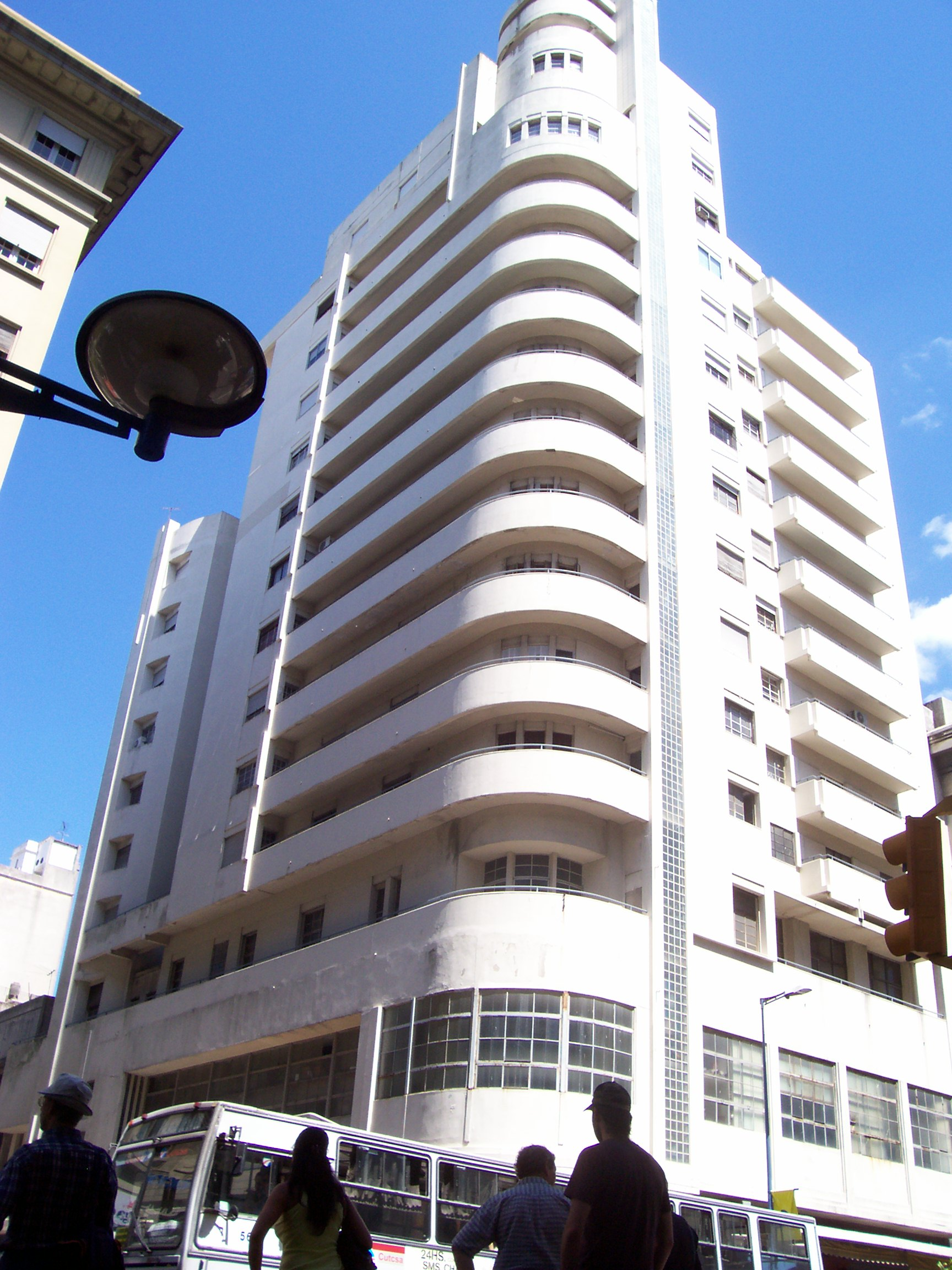
Palacio Lapido, sede del diario La Tribuna Popular.

La Tribuna Popular fue un diario matutino uruguayo que comenzó a publicarse en 1879.
Fue el primer diario en Uruguay en imprimirse en el sistema rotativo, sus fundadores fueron Emilio Lecot y Renaud Reynoud. Entre los socios del diario se encontraba su administrador, José Lapido, quien se convertiría en el principal impulsor de la publicación.
Hasta 1893 Francisco Piria estuvo asociado a la empresa. Entre sus redactores destacaron Washington Beltrán y Florencio Sánchez.
En sus inicios fue un diario libre de lealtades políticas, defensor del libre comercio y el respeto a todos los cultos e ideas filosóficas.
Acompañó la evolución de la sociedad uruguaya y los acontecimientos políticos y económicos de la primera mitad del siglo XX. Hoy queda como testimonio el emblemático edificio montevideano, el Palacio Lapido, en la Avenida 18 de Julio y Río Branco, diseñado por los arquitectos Juan Aubriot y Ricardo Valabrega.
La Tribuna Popular dejó de publicarse en 1960, a 19 años de cumplir su centenario. Tuvo un diario continuador: La Tribuna, pero apenas duró dos años en el mercado.